# ساموئل پیت
ساموئل پیت (انگلیسی: Samuel Piette؛ زادهٔ ۱۲ نوامبر ۱۹۹۴) بازیکن فوتبال اهل کانادا است.
از باشگاه‌هایی که در آن بازی کرده‌است می‌توان به باشگاه فوتبال فورتونا دوسلدورف و باشگاه فوتبال دپورتیوو لاکرونیا اشاره کرد.
وی همچنین در تیم‌های پایه و تیم ملی فوتبال کانادا بازی کرده‌است.